# Samospráva Středočeského kraje 2008–2012
Vláda Středočeského kraje 2008–2012 vzešla z voleb do zastupitelstev krajů, které se uskutečnily 17. a 18. října 2008. Jejich termín vyhlásil prezident České republiky 16. července 2008.

## 2008

### Výsledky voleb
Středočeský kraj
| Strana                                                 | Hlasů   | %     | PM | %     |
| ------------------------------------------------------ | ------- | ----- | -- | ----- |
| Česká strana sociálně demokratická                     | 139 564 | 35,16 | 26 | 40,00 |
| Občanská demokratická strana                           | 130 242 | 32,81 | 25 | 38,46 |
| Komunistická strana Čech a Moravy                      | 54 594  | 13,75 | 10 | 15,38 |
| Nezávislí starostové pro kraj                          | 22 767  | 5,73  | 4  | 6,15  |
| Koalice pro Středočeský kraj (KDU-ČSL a SNK ED)        | 13 671  | 3,44  | –  | –     |
| Strana zelených                                        | 11 926  | 3,00  | –  | –     |
| STŘEDOČEŠI (US-DEU, SOS a KAN)                         | 6 511   | 2,58  | –  | –     |
| Dělnická strana – za zrušení poplatků ve zdravotnictví | 4 070   | 1,02  | –  | –     |
| ostatní                                                |         | <1    | –  | –     |
| celkem (účast 42,14 %)                                 | 396 873 |       | 65 |       |

V krajských volbách roku 2008 při volební účasti 42,14 % (tedy o více než 10% vyšší než v roce 2004, kdy byla účast pouhých 30,73%, i v roce 2000, kdy účast byla 32,77% - v obou předchozích krajských volbách zvítězila v SČ kraji ODS vedená Petrem Bendlem) zvítězila s 35,16 % (139 564 hlasy) ČSSD a porazila tak dosavadní krajskou koalici - ODS prohrála s 32,81% (130 242 hlasy), její tamější koaliční partneři, KDU-ČSL a SNK-ED, se v rámci Koalice pro Středočeský kraj do zastupitelstva vůbec nedostali (s 3,44 % - 13 671 hlasy), další koaliční partner, US-DEU, v těchto volbách už ani nekandidoval. David Rath svého soupeře hejtmana Bendla porazil i v preferenčních přednostních hlasech. Získal 18,85 % (26 313) - 2. nejlepší výsledek v přednostních hlasech v krajských volbách 2008, zatímco Bendl 17,99 % (23 443) přednostních hlasů.

### Volba krajské rady
Následovalo povolební jednání o krajské vládní koalici, během kterého zcela zkrachovala možná dohoda o podpoře ze strany ODS.
V pondělí 24. listopadu 2008 byl Rath na ustavujícím zasedání zastupitelstva Středočeského kraje zvolen hejtmanem 36 hlasy (26 sociálních demokratů a 10 komunistů) z celkového počtu 65 zastupitelů. Proti hlasovalo 25 zastupitelů ODS a 4 zastupitelé Nezávislých starostů pro kraj. Z tohoto zasedání vzešla i nová krajská rada, složená převážně z představitelů ČSSD. Zasedání provázely vzájemné slovní přestřelky občanských a sociálních demokratů, proti Rathově zvolení demonstrovali před zastupitelstvem 3 Bendlovi příznivci, protestovat přišli i odpůrci bývalého hejtmana.
Nesouhlas s Rathovým zvolením vyjádřil na zasedání příznivec bývalého hejtmana Bendla, starosta Panenských Břežan Holík, který také inicioval výzvu s cílem poděkovat a vyslovit podporu dosavadnímu vedení kraje. Výzvu podepsalo 37 starostů a místostarostů obcí ze Středočeského kraje, z nichž 15 je zvolených za ODS, 3 za KDU-ČSL (tedy za strany bývalé krajské koalice) a zbytek jsou nezávislí. Od Holíkovy prezentace výzvy a emocionálního vystoupení proti Rathovi se záhy distancovala starostka Votic Kocurová (KDU-ČSL), jedna ze signatářek výzvy, podle které měl její podpis vyjadřovat souhlas s tím, že s bývalým krajským vedením nemělo její město žádný problém. Podle krajské zastupitelky za KSČM Nekovářové ze Všejan za Mladoboleslavsko, jejichž místostarostka Svobodová za ODS je také signatářkou výzvy, zde nikdo o petici ani nevěděl.

### První kroky krajské rady
Ještě tentýž den, co byl David Rath zvolen hejtmanem, nová krajská vláda jednomyslně odvolala předsedy představenstev pěti krajských nemocnic v Benešově, Kolíně, Kladně, Mladé Boleslavi a Příbrami. Mezi členy těchto představenstev figurovali lidé spojení s ODS i někteří významní členové této strany - europoslanec Milan Cabrnoch se svým bratrem, primátor Mladé Boleslavi a krajský zastupitel Nwelati, poslanec Plášil nebo exministr zdravotnictví a poradce exhejtmana Bendla Luděk Rubáš.
Někteří členové představenstva nesouhlasili s urychleností takovéhoto odvolání. Podle Ratha byla výměna managementu nutným krokem, bez něhož by se jim nepodařilo splnit předvolební sliby v oblasti zdravotnictví. Rath pohrozil, že odvolané ředitele za jejich hospodářskou činnost nechá vyšetřovat policií. Dále uvedl, že podle prvních návštěv auditorů ve středočeských nemocnicích chybějí smlouvy.
O měsíc později dále vyšlo na povrch, že bývalé vedení benešovské nemocnice s ředitelem Ing. Petríkem v čele si vyplatilo odstupné ve výši 6 miliónů korun (Petrík osobně obdržel 2 milióny korun, přičemž za rok 2008 si vydělal celkově 3,6 miliónů korun a jeho měsíční plat tvořil 167 tisíc korun. Stalo se tak bez vědomí rady kraje i dozorčí rady nemocnice. Nemocnice sama dnes hospodaří ve ztrátě minus 35 miliónů korun. Bývalý hejtman Bendl se od rozhodnutí Petríka distancoval, označil ho za amorální a dodal, že o něm vůbec nevěděl. Přitom Miroslav Petrik byl a je stejně jako Bendl členem ODS, za Bendlovy krajské vlády pracoval několik let jako vedoucí zdravotnického odboru krajského úřadu a do funkce ředitele benešovské Nemocnice Rudolfa a Stefanie jej jmenovala tehdejší pravicovou koalicí ovládaná Rada Středočeského kraje. Podle tehdejšího Bendlova náměstka pro zdravotnictví Kantůrka měl Petrikův příchod do benešovské nemocnice znamenat "zachování kontinuity a jistotu, že se v tomto zařízení podaří i v budoucnu naplňovat koncepci zdravotnictví Středočeského kraje, na jejímž vytvoření se sám významnou měrou podílel." Bendlova Krajská rada navíc takovouto formu odměňování, jakého se bývalé vedení benešovské nemocnice dopustilo, umožnila tím, že nechala převést benešovskou nemocnici z příspěvkové organizace na obchodní společnost. A v obchodních společnostech je běžnou normou, když si jejich manažéři sami určují výši svého odchodného. Případ benešovské nemocnice chce kraj předat policii a pokusí se získat peníze zpět. Podle Ratha nastala podobná situace na Kladně, v této záležitosti ale šlo už o sumy v řádu desetitisíců a statisíců.
Hejtman Rath nechal odvolat i zástupce kraje v Bruselu Hnízda, kterého nahradil člen ČSSD Semerád.
27. listopadu 2008 se Rath rozhodl překreslit plány modernizace kladenské nemocnice - místo původních třech nových pavilonů se má postavit pouze jeden a ušetřené peníze se tak investují do generální rekonstrukce staré budovy nemocnice.
V pondělí 15. prosince 2008 byl na jednání krajského zastupitelstva schválen rozpočet na rok 2009. Kraj tak bude příští rok hospodařit s vyrovnaným rozpočtem ve výši 18,8 miliardy korun. Z rozpočtu vydá hejtmanství zhruba 80 miliónů korun na úhradu zdravotnických poplatků za hospitalizaci a ošetření pacientů v krajských nemocnicích i za poplatky za pohotovost a za položku na receptu v lékárnách krajských nemocnic od 1. ledna 2009. Od září 2009 by se měla z rozpočtu zavést bezplatná autobusová a vlaková doprava pro žáky a studenty do 19 let.
Ve stejný den, co zastupitelstvo schválilo rozpočet, představilo Rathovo vedení své programové prohlášení, ve kterém na příští čtyři roky slibuje převedení krajských nemocnic z akciových společností na jedno veřejné neziskové zdravotnické zařízení, zvýšení průměrných platů lékařů a zdravotních sester, devítimiliardovou investicí do oprav středočeských silnic, zřízení Fondu rozvoje obcí, zvýšení kapacit v domovech pro seniory, zřízení krajské veřejné školy, nárůst nových cyklostezek nebo obnovení provozu zubních i lékařských pohotovostí. Na návrh KSČM zastupitelé prosadili i usnesení, odmítající umístění amerického vojenského radaru v Brdech.
Rath později ještě přislíbil, že zavede v kraji novinku v podobě rozvážkové služby léků přes telefon. Nemocnice by tak posílaly autem léky pacientům přímo domů, od určitého objemu léků by byla rozvážka zdarma.
David Rath si nadále ponechal svůj poslanecký mandát, hodlá se však vzdát funkce předsedy sněmovního zdravotního výboru. Z jednoho svého platu hodlá vytvořit vlastní podpůrný program, ze kterého chce přispívat občanům na různé potřeby.
V pěti nemocnicích Středočeského kraje se přestaly platit zdravotnické poplatky jako ve vůbec prvním kraji v ČR. V každé z pěti středočeských nemocnic, kde se to zavedlo, se pacientům někde povinně vydává darovací smlouva. Přitom je na vůli pacientů, zda poplatek uhradí či ne. Většina pacientů však v prvních dnech fungování systému proplácení poplatků krajem možnosti léčby zdarma využívalo.

## 2009
Průběh vládnutí
Proplácení zdravotnických poplatků si stejně jako v ostatních krajích vyžádalo řadu žalob od soukromých lékárníků, kteří kraj obviňují z porušování pravidel hospodářské soutěže. Počátkem dubna 2009 Městský soud v Praze vyhověl žalobě firmě Simpsons, provozující lékárnu blízko mladoboleslavské nemocnice, která si stěžovala na úbytek pacientů z důvodu proplácení poplatků v lékárnách zřizovaných krajem. Středočeský kraj tak od té doby nemůže proplácet poplatky za léky v mladoboleslavské nemocniční lékárně. Rozsudek soudu velice pozitivně přivítalo pravicí řízené Ministerstvo zdravotnictví. Rath rozhodnutí soudu označil za asociální vůči pacientům a za v rozporu s Ústavou ČR. Soud tak měl zakázat poskytování daru lidem, což je pro něj minimálně kontroverzní. Následně vyvěsil v nemocničních lékárnách cedule, podle kterých by se pacienti ohledně zákazu proplácení poplatků měli informovat u soudkyně Vackové, která vznesla inkriminovaný verdikt. Na cedulích bylo uvedeno i její telefonní číslo. Soudcovská unie označila tento Rathův čin za protiústavní, což ale vyvrátil profesor ústavního práva z Univerzity Karlovy Václav Pavlíček. Na celou záležitost posléze reagovala malá neparlamentní strana Liberálové.cz, která v reakci na Ratha uveřejnila pro změnu jeho telefonní číslo na svém webu. Rath akci Liberálů označil za infantilní klukovinu a upozornil na to, že je rozdíl mezi služebním a osobním telefonem. Kraj zveřejnil veřejně číslo na Ústřednu Městského soudu v Praze, zatímco Liberálové soukromé číslo Davida Ratha. Podle Ratha se strana chtěla jen zviditelnit, protože ji nikdo nevolí a nezná. Osobně jej potěšil velký zájem příznivců, kteří se mu po zveřejnění jeho čísla dovolali nebo mu psali SMS. Velký počet vulgárních zpráv mu nevadil, kvůli neustálému vyzvánění byl však donucen jistý čas nezvedat telefony. Ačkoliv rozsudek soudu se vztahoval pouze k mladoboleslavské nemocniční lékárně, Středočeský kraj však na čas přestal proplácet poplatky ve všech krajských lékárnách s ohledem na zmatečnost soudního verdiktu. Středočeský kraj a Oblastní nemocnice Mladá Boleslav se proti rozsudku soudu odvolaly. Od počátku května jsou místo proplácení regulačních poplatků návštěvníkům krajských lékáren poskytovány slevové kupony ve výši 30 Kč, které oficiálně poskytují nemocnice, zatímco od kraje dostávají dotace. Zájem o slevové kupony byl hned na začátku jejich zavedení stoprocentní.
V pátek 8.5.2009 v 8:00 byl díky krajské vládě znovu zahájen provoz zubní pohotovosti v Příbrami, který byl zastaven v roce 2007, kdy v kraji vládl Bendl a ODS, což se velice dotklo obyvatel Příbrami. Pohotovost bude fungovat vždy o víkendech a o svátcích, v budoucnu by měla být k dispozici i o večerech ve všedních dnech.
Zdravotní pojišťovny udělují krajským nemocnicím pokuty za proplácení regulačních poplatků. Rath pojišťovnám pohrozil, že v případě volebního vítězství ČSSD v předčasných volbách na podzim 2009 je všechny zruší a sloučí se Všeobecnou zdravotní pojišťovnou. Podle médií Rath oddaluje evropské dotace ve Středočeském kraji. Rath se brání, že finanční prostředky určené církevním organizacím jsou pochybné svou nehospodárností a neudržitelností.
V pondělí 2. června 2009 byla v souladu s předvolebním slibem ČSSD po tříměsíční rekonstrukci slavnostně otevřena zubní pohotovost v krajské nemocnici Rudolfa a Stefanie v Benešově, kterou nechali uzavřít exministr Julínek s exhejtmanem Bendlem. Náklady na rekonstrukci pohotovosti se vyšplhaly na téměř 5 milionů korun, z čehož 4 miliony zaplatil Středočeský kraj. Její provoz bude také doplněn praktickou výukou studentů stomatologie ve spoluprací s UK v Praze.

## Dluh kraje
Podle Asociace krajů České republiky měl Středočeský kraj k 31. říjnu 2011 dluh 3,2 miliardy korun, nejvíce ze všech krajů, přičemž za vlády Davida Ratha došlo k ztrojnásobení dluhu. Rath odmítl, že by kraj zadlužil; dluhy prý ve skutečnosti zavinil jeho předchůdce Petr Bendl. Podle Karla Machovce, místopředsedy krajského finančního výboru, byla skutečná výše dluhu vyšší, přes deset miliard korun, a „[středočeský] region čekají velmi krušné časy“.